# Nalani Buob
Nalani Buob (* 2. Februar 2001) ist eine Schweizer Rollstuhltennisspielerin.

## Karriere
Die Tochter einer Inderin und eines Schweizers begann im Alter von zehn Jahren mit dem Rollstuhltennis. Bereits mit zwölf Jahren spielte sie – auch bei den Senioren – auf der ITF-Tour, bedeutende Erfolge konnte sie bei den Junioren feiern: Sie erreichte im Oktober 2016 die Spitzenposition der Juniorenweltrangliste und gewann 2017 und 2019 das oft als Junioren-Weltmeisterschaft bezeichnete Wheelchair Junior Masters. In der Damenkonkurrenz konnte sie zahlreiche Turniere auf der ITF Wheelchair Tennis Tour im Einzel oder Doppel gewinnen.
Buob tritt seit 2015 regelmässig beim World Team Cup für die Schweiz an und spielte bereits als 15-Jährige bei den Senioren.
Sie nahm zweimal an Paralympischen Spielen teil. 2021 in Tokio gelang ihr beim Auftaktmatch gegen die Chinesin Wang Ziying nur ein einziger Spielgewinn, bei den Spielen 2024 in Paris schied sie in der ersten Runde gegen die spätere Bronzemedaillengewinnerin Aniek van Koot aus.
2023 absolvierte Buob die Spitzensport-Rekrutenschule der Schweizer Armee, wo ihr neben einer militärischen Grundausbildung sportspezifische Fähigkeiten vermittelt wurden.
Sie engagiert sich neben dem Sport für ihre Stiftung «The first Serve», die sich in Indien für Kinder mit Behinderungen einsetzt.